# Андреа Мугоша (рукометашица)
Андреа Мугоша (19. јула 1986) црногорска је рукометашица.